# Зинхахенбах
Зинхахенбах (њем. Sienhachenbach) општина је у њемачкој савезној држави Рајна-Палатинат. Једно је од 96 општинских средишта округа Биркенфелд. Према процјени из 2010. у општини је живјело 219 становника. Посједује регионалну шифру (AGS) 7134083.

## Географски и демографски подаци
Зинхахенбах се налази у савезној држави Рајна-Палатинат у округу Биркенфелд. Општина се налази на надморској висини од 330 метара. Површина општине износи 7,6 km². У самом мјесту је, према процјени из 2010. године, живјело 219 становника. Просјечна густина становништва износи 29 становника/km².